# Alberto Marcos Rey
Alberto Marcos Rey (ur. 15 lutego 1974 w Camarma de Esteruelas) – hiszpański piłkarz występujący na pozycji lewego obrońcy. Obecnie gra w SD Huesca.

## Kariera klubowa
Alberto Marcos Rey jest wychowankiem Realu Madryt. W 1993 został włączony do pierwszego zespołu "Królewskich", a 17 kwietnia 1994 w wygranym 1:0 wyjazdowym meczu z Sevillą po raz pierwszy wystąpił w Primera División. W debiutanckim sezonie Marcos Rey rozegrał dla swojego klubu 4 ligowe pojedynki i w końcowej tabeli zajął 4. miejsce. Podczas rozgrywek 1994/1995 Hiszpan wziął udział w 3 spotkaniach Primera División i razem z drużyną wywalczył tytuł wicemistrza kraju.
Po zakończeniu sezonu Marcos Rey podpisał kontrakt z Realem Valladolid, w barwach którego mógł liczyć na regularne występy. W pierwszym sezonie spędzonym w nowym zespole rozegrał 26 ligowych pojedynków. Podczas sezonu 1997/1998 Valladolid po raz drugi w historii klubu wzięło udział w rozgrywkach Pucharu UEFA. Ekipa "Pucela" jednak już w 2. rundzie została wyeliminowana przez rosyjski Spartak Moskwa, z którym przegrała w dwumeczu 1:4.
W sezonie 1998/1999 Marcos Rey zaliczył swój 100. ligowy występ dla Real Valladolid. Podczas rozgrywek 2002/2003 hiszpański obrońca strzelił łącznie 2 bramki, jedną w zwycięskim 3:0 meczu z Realem Betis oraz jedną w przegranym 1:3 pojedynku przeciwko Mallorce. Nie pomogło to jednak Realowi Valladolid w uniknięciu degradacji do drugiej ligi. Marcos Rey zdecydował się pozostać na Estadio José Zorrilla i w sezonie 2006/2007 dzięki zajęciu 1. miejsca w Segunda División razem ze swoją drużyną powrócił do grona pierwszoligowców. 21 grudnia 2008 wychowanek Realu Madryt po raz 400. wystąpił w ligowym meczu Valladolid, a jego klub przegrał wyjazdowe spotkanie z Numancią 3:4. Łącznie przez 15 sezonów spędzonych w Valladolid Hiszpan rozegrał 436 ligowych pojedynków.
Latem 2010 Marcos przeszedł do drugoligowego SD Huesca i stał się jego podstawowym graczem.

## Kariera reprezentacyjna
Będąc zawodnikiem Realu Madryt Marcos rozegrał 3 mecze dla reprezentacja Hiszpanii do lat 21.